# Polnische Fußballmeisterschaft 1923
Die polnische Fußballmeisterschaft 1923 war das vierte Meisterschaftsturnier des polnischen Fußballverbands. Pogoń Lwów konnte den Titel verteidigen und gewann zum zweiten Mal die Endrunde. Sie wurde vom 12. August 1923 bis zum 4. November 1923 ausgetragen.

## Modus
Zwar wurde im Februar 1923 ein neunter Verband gegründet (Thorn), welcher jedoch nicht rechtzeitig einen Vertreter für die Endrunde meldete. So waren es erneut die acht regionalen Verbände (Krakau, Lemberg, Łódź, Posen, Warschau, Oberschlesien, Lublin und Vilnius), die die Vertreter der Endrunde stellten. In der ersten Phase der Saison (Frühjahr 1923) wurden die acht regionalen Sieger ermittelt, die in der zweiten Phase der Saison (Herbst 1923) im Endrundenturnier die polnische Meisterschaft ausspielten. Die Teams wurden diesmal jedoch nicht nach Nord und Süd getrennt, sondern in eine West- und eine Ostgruppe mit je 4 Mannschaften, in der sie gegeneinander mit Hin- und Rückspiel antraten. Die beiden Gruppensieger spielten in Finalspielen den Meisterschaftstitel aus.

## Tabellen

### Ostgruppe
| Pl. | Verein           | Sp. | S | U | N | Tore    | Quote | Punkte |
| --- | ---------------- | --- | - | - | - | ------- | ----- | ------ |
| 1.  | Pogoń Lwów       | 6   | 6 | 0 | 0 | 042:300 | 14,00 | 12:0   |
| 2.  | Polonia Warschau | 6   | 4 | 0 | 2 | 024:120 | 2,00  | 08:40  |
| 3.  | Lauda Wilno      | 6   | 1 | 1 | 4 | 004:260 | 0,15  | 03:90  |
| 4.  | WKS Lublin       | 6   | 0 | 1 | 5 | 001:390 | 0,03  | 01:11  |

 Quelle: rsssf.org

### Südgruppe
| Pl. | Verein             | Sp. | S | U | N | Tore    | Quote | Punkte |
| --- | ------------------ | --- | - | - | - | ------- | ----- | ------ |
| 1.  | Wisła Kraków       | 6   | 4 | 1 | 1 | 020:600 | 3,33  | 09:30  |
| 2.  | Warta Poznań       | 6   | 3 | 2 | 1 | 020:900 | 2,22  | 08:40  |
| 3.  | ŁKS Łódź           | 6   | 3 | 1 | 2 | 021:110 | 1,91  | 07:50  |
| 4.  | Iskra Siemianowice | 6   | 0 | 0 | 6 | 001:360 | 0,03  | 0:12   |

 Quelle: rsssf.org

## Finale
| Datum            |            | Ergebnis |              |
| ---------------- | ---------- | -------- | ------------ |
| 14. Oktober 1923 | Pogoń Lwów | 3:0      | Wisła Kraków |

| Datum            |              | Ergebnis |            |
| ---------------- | ------------ | -------- | ---------- |
| 21. Oktober 1923 | Wisła Kraków | 2:1      | Pogoń Lwów |

Nach den beiden Finalspielen stand es 1:1. Das Torverhältnis spielte keine Rolle, daher fand am 4. November 1923 ein Entscheidungsspiel statt.
| Datum            |            | Ergebnis  |              |
| ---------------- | ---------- | --------- | ------------ |
| 4. November 1923 | Pogoń Lwów | 2:1 n. V. | Wisła Kraków |

Mit dem 2:1-Sieg nach Verlängerung gegen Wisła Kraków konnte Pogoń Lwów den Meistertitel verteidigen und zum zweiten Mal gewinnen.